# Brachyloma
Brachyloma (лат.) — род растений семейства Вересковые.

## Ареал
Семь видов являются эндемиками Австралии.

## Биологическое описание
Прямые, компактные или более раскидистые кустарники.
Листья сидячие или черешковые.
Цветки пазушные, как правило, одиночные или иногда до трёх или четырёх в кистевидном соцветии; чашелистиков 5. Тычинки с короткими нитями, расположенными около верхней части трубки венчика, прикреплённые к пыльникам у вершины.
Плод — костянка.

## Виды
По информации базы данных The Plant List (2013), род включает 11 видов:
- Brachyloma ciliatum (R.Br.) Benth.
- Brachyloma concolor F.Muell.
- Brachyloma daphnoides Benth.
- Brachyloma delbi Cranfield
- Brachyloma depressum (F.Muell.) Benth.
- Brachyloma ericoides (Schltdl.) Sond.
- Brachyloma mogin Cranfield
- Brachyloma nguba Cranfield
- Brachyloma preissii Sond. typus[6]
- Brachyloma saxicola J.T.Hunter
- Brachyloma scortechinii F.Muell.